# Östra Lomtjärnet
Östra Lomtjärnet är en sjö i Eda kommun i Värmland och ingår i Göta älvs huvudavrinningsområde. Sjön har en area på 0,0782 kvadratkilometer och ligger 148,4 meter över havet.

## Delavrinningsområde
Östra Lomtjärnet ingår i det delavrinningsområde (664681-129687) som SMHI kallar för Inloppet i Nedre Lersjön. Medelhöjden är 196 meter över havet och ytan är 27,12 kvadratkilometer. Det finns ett avrinningsområde uppströms, och räknas det in blir den ackumulerade arean 38,08 kvadratkilometer. Lillälven som avvattnar avrinningsområdet har biflödesordning 3, vilket innebär att vattnet flödar genom totalt 3 vattendrag innan det når havet efter 313 kilometer. Avrinningsområdet består mestadels av skog (90 procent). Avrinningsområdet har 1,22 kvadratkilometer vattenytor vilket ger det en sjöprocent på 4,5 procent.